# Västra Skrukeby församling
Västra Skrukeby församling var en församling i Linköpings stift inom Svenska kyrkan. Församlingen uppgick 1890 i Högby församling.
Församlingen kyrka, Västra Skrukeby kyrka, revs 1876, sedan nya Högby kyrka invigts 1 september 1872.

## Administrativ historik
Församlingen har medeltida ursprung med namnet Skrukeby församling. Senast från mitten av 1700-talet har det nuvarande namnet varit det officiella.
Församlingen var till 1890 annexförsamling i pastoratet Högby, (Västra) Skrukeby och Hogstad (från 1596). 1890 uppgick församlingen i Högby församling.

## Komministrar
| Verksam   | Namn                    | Levnadstid | Övrigt                                           |
| --------- | ----------------------- | ---------- | ------------------------------------------------ |
| 1593      | Petrus                  |            |                                                  |
| 1645–1669 | Jonas Petri             | –1669      | Var samtidigt komminister i Hogstads församling. |
| 1669–1679 | Nicolaus Haqvini        | 1624–1679  |                                                  |
| 1680–1687 | Joannes Svenonis Humble |            |                                                  |
| 1687–1711 | Johannes Hulthenius     | –1711      |                                                  |
| 1711–1714 | Marcus Tillberg         | 1680-1740  | Senare komminister i Viby församling.            |
| 1714–1740 | Lars Kullerus           | 1684–1740  |                                                  |
| 1741–1758 | Carl Magnus Ausén       | 1704–1758  |                                                  |
| 1758      | Constans Rydberg        | 1720–1758  |                                                  |
| 1759–1776 | Daniel Andersson        | 1718–1776  |                                                  |
| 1779–1797 | Lars Fredrik Törnroth   | 1746–1821  | Senare komminister i Ödeshögs församling.        |
| 1797–1820 | Sven Forsander          | 1753–1820  |                                                  |
| 1822–1830 | Carl Abraham Grevillius | 1781–1858  | Senare kyrkoherde i Veta församling.             |
| 1830–1849 | Johan Peter Uddén       | 1789–1849  |                                                  |
| 1849–1866 | Carl Magnus Ekvall      | 1807–1872  | Senare komminister i Viby församling.            |

## Klockare[3]
| Ämbetstid | Namn            | Levnadstid | Kommentarer |
| --------- | --------------- | ---------- | ----------- |
|           | Måns Nilsson    | –1699      |             |
|           | Daniel Nilsson  |            |             |
| 1740–1743 | Olof Andersson  |            | Klockare    |
| 1744–1759 | Anders Nilsson  |            | Klockare    |
| 1761–1811 | Sven Persson    | 1732–1811  | Klockare    |
| 1811–1854 | Samuel Hultgren | 1770–1862  | Klockare    |
| 1854–1871 | Peter Simonsson | 1818–1875  | Klockare    |